# Вила-Соэйру-ду-Шан
Ви́ла-Соэ́йру-ду-Шан (порт. Vila Soeiro do Chão)  —  населённый пункт и район в Португалии,  входит в округ Гуарда. Является составной частью муниципалитета  Форнуш-де-Алгодриш. Находится в составе крупной городской агломерации Большое Визеу. По старому административному делению входил в провинцию Бейра-Алта. Входит в экономико-статистический  субрегион Серра-да-Эштрела, который входит в Центральный регион. Население составляет 237 человек на 2001 год. Занимает площадь 4,56 км².